# Bambusòidies
Les bambusòidies (Bambusoideae) són una subfamília de les poàcies amb flors perennes majoritàriament dins la família de les gramínies Poaceae.
La Bambusa oldhamii és el membre més grans de la família d'aquestes plantes. En el cas de Dendrocalamus sinicus, tenen tiges individuals (culms) que arriben a una longitud de 46 metres, fins a 36 centímetres de gruix, i un pes de fins a 450 quilograms. Les tiges dels bambús també poden ser de gran longitud. La Kinabaluchloa wrayi té tiges de fins a 2,5 metres de llarg, i l'Arthrostylidium schomburgkii té tiges de fins a 5 metres de llarg, només superada pel papir. Per contra, les tiges del petit bambú Raddiella vanessiae de les sabanes de la Guaiana Francesa només mesuren entre 10 i 20 mil·límetres de llarg per uns dos mil·límetres d'amplada. L'origen de la paraula "bambú" és incert, però probablement prové de l'idioma holandès o portuguès, que originàriament l'havia manllevat del malai o del kanarès.
Aquest grup de plantes és força versàtil i té una importància econòmica i cultural notable al sud d'Àsia, el sud-est asiàtic i l'Àsia oriental, utilitzant-se com a material de construcció, font d'aliment (brot de bambú) i com a matèria primera, i es representa sovint en l'art, com ara pintures de bambú i treball del bambú. El bambú, com la fusta, és un material compòsit natural amb una alta relació resistència-pes útil per a estructures. La relació força-pes del bambú és similar a la de la fusta, i la seva força és generalment similar a la d'una fusta tova o de fusta dura.

## Subdivisions
Estan dividits en dos supertribus: els Oryzodae i els Bambusodae. Té 13 tribus:
- Oryzoda: Aquest grup està separat en la subfamília Oryzaceae.
  - Tribu Anomochloia: Aquesta tribu forma la subfamília Anomochlooideae. Hi ha un gènere: Anomochloa.
  - Tribu Diarrhenia: Hi ha un gènere: Diarrhena.
  - Tribu Ehrhartia: Hi ha 4 gèneres: Ehrharta, Microlaena, Petriella, Tetrarrhena.
  - Tribu Olíria: Hi ha 20 gèneres: Agnesia, Arberella, Buergersiochloa, Cryptochloa, Diandrolyra, Ekmanochloa, Froesiochloa, Lithachne, Maclurolyra, Mniochloa, Olyra, Pariana, Parodiolyra, Piresia, Piresiella, Raddia, Raddiella, Rehia, Reitzia, Sucrea.
  - Tribu Orízia: Aquesta tribu forma la subfamília Oryzoideae. Té 13 gèneres: Chikusichloa, Hydrochloa, Hygroryza, Leersia, Luziola, Maltebrunia, Oryza, Porteresia, Potamophila, Prosphytochloa, Rhynchoryza, Zizania, Zizaniopsis.
  - Tribu Phaenospermatae: Hi ha 1 gènere en aquesta tribu: Phaenosperma.
  - Tribu Fària: Hi ha 4 gèneres: Leptaspis, Pharus, Scrotochloa, Suddia.
  - Tribu Phyllorhachidia: Aquesta tribu té 2 gèneres: Humbertochloa, Phyllorhachis.
  - Tribu Streptochaetia: Hi ha un gènere: Streptochaeta.
  - Tribu Streptogynia: Aquesta tribu té un sol gènere: Streptogyna.
- Bambosoda
  - Tribu Bambúsia: Aquesta tribu comprèn els bambús pròpiament dits, amb canyes llenyoses molt dures. Hi ha 93 gèneres, distribuïts en diverses subtribus:
    - Subtribu Artrostilidina: Comprèn 13 gèneres: Actinocladum, Alvimia, Apoclada, Arthrostylidium, Athroostachys, Atractantha, Aulonemia (Matudacalamus), Colanthelia, Elytrostachys, Glaziophyton, Merostachys, Myriocladus, Rhipidocladum.
    - Subtribu Arundinarina: Comprèn 17 gèneres: Acidosasa, Ampelocalamus, Arundinaria, Borinda, Chimonocalamus, Drepanostachyum,Himalayacalamus, Fargesia, Ferrocalamus, Gaoligongshania, Gelidocalamus, Indocalamus, Oligostachyum, Pseudosasa, Sasa, Thamnocalamus, Yushania.
    - Subtribu Bambusina: Comprèn 10 gèneres: Bambusa (Dendrocalamopsis), Bonia (Monocladus), Dendrocalamus (Klemachloa, Oreobambos, Oxynanthera or Sinocalamus), Dinochloa, Gigantochloa, Holttumochloa, Kinabaluchloa (Maclurochloa, Soejatmia), Melocalamus, Sphaerobambos, Thyrsostachys.
    - Subtribu Chusqueina: Comprèn 1 gènere: Chusquea.
    - Subtribu Guaduina: Comprèn 5 gèneres: Criciuma, Eremocaulon, Guadua, Olmeca, Otatea.
    - Subtribu Melocannina: Comprèn 9 gèneres: Cephalostachyum, Davidsea, Leptocanna, Melocanna, Neohouzeaua, Ochlandra, Pseudostachyum, Schizostachyum, Teinostachyum.
    - Subtribu Nastina: Comprèn 6 gèneres: Decaryochloa, Greslania, Hickelia, Hitchcockella, Nastus, Perrierbambus.
    - Subtribu Racemobambodina: Comprèn un gènere: Racemobambos (Neomicrocalamus, Vietnamosasa)
    - Subtribu Shibataeina: Comprèn 9 gèneres: Chimonobambusa, Hibanobambusa, Indosasa, Phyllostachys, Qiongzhuea, Semiarundinaria (Brachystachyum), Shibataea, Sinobambusa, Temburongia (incertae sedis).

  - Tribu Guaduellia: Hi ha un gènere: Guaduella.
  - Tribu Puelia: Hi ha un gènere: Puelia.